# Aquarius paludum
Aquarius paludum – gatunek nawodnych pluskwiaków różnoskrzydłych z rodziny nartnikowatych i podrodziny Gerrinae.

## Taksonomia
Gatunek opisany został w 1794 roku przez Johna Christiana Fabriciusa, jako Gerris paludum.

## Opis
Samce osiągają od 12,8 do 14,2 mm, a samice od 14,4 do 16,4 mm długości ciała. Ciało szaroczarne o żółtych nasadach odnóży (subcoxae) i bocznym rąbku odwłoka (connexivum). Wzdłuż boków przedplecza biegnie, zaczynający się przy przewężeniu, wąski i jasny pasek. Kolcowate zakończenia boczne VII segmentu odwłoka sięgają poza jego koniec.

## Biologia i ekologia
Żyje na powierzchni wód stojących i płynących, zwłaszcza większych, często daleko od brzegu. Imagines pojawiają się w kwietniu i znikają w maju, po czym nowe pokolenie pojawia się od sierpnia.

## Rozprzestrzenienie
Gatunek zamieszkuje Palearktykę i krainę orientalną. W Azji sięga do Korei i Tajwanu. W Europie wykazany został z Albanii, Austrii, Białorusi, Belgii, Bośni i Hercegowiny, Bułgarii, Chorwacji, Czech, Danii, Estonii, europejskiej Turcji, Finlandii, Francji, Grecji, Hiszpanii, Holandii, byłej Jugosławii, Liechtensteinu, Litwy, Luksemburgu, Łotwy, Mołdawii, Niemiec, Norwegii, Polski, Rumunii, Rosji, w tym obwodu królewieckiego, Słowacji, Słowenii, Szwecji, Szwajcarii, Ukrainy, Węgier, Wielkiej Brytanii i Włoch.

## Kultura
Jako Gerris paludum umieszczony na rotograwiurowym znaczku Poczty Polskiej z 2013 o nominale 4,55 PLN i wielomilionowym nakładzie (numer katalogowy: 4478).